# Hugh MacLean Cartwright

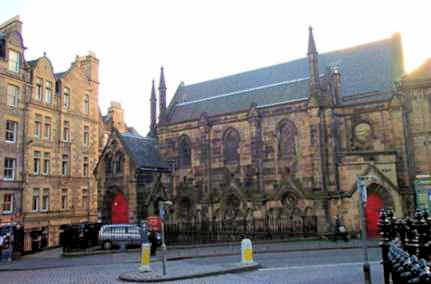
De Free Church van Edinburgh met links het Free Church College waar Cartwright hoogleraar was.

Hugh MacLean Cartwright (1943 - 2011) was een Schots hoogleraar en predikant van zowel de Free Church of Scotland, als de Free Presbyterian Church of Scotland.

## Levensloop
In 1969 wordt Cartwright predikant in de gemeente Ferintosh in de Free Church of Scotland. Cartwright wordt op 24 mei 1990 hoogleraar kerkgeschiedenis (Professor of Church History and Church Principles) aan het Free Church College, de theologische opleiding van de Free Church of Scotland. In 1997 verlaat hij deze kerk wegens een conflict over het toepassen van de kerkelijke tucht. De onvrede leidt uiteindelijk tot een kerkscheuring waarbij de Free Church of Scotland (Continuing) ontstaat. Op vrijdag 2 oktober 1998 wordt Cartwright door Donald Maclean bevestigd in de gemeente Edinburgh van de Free Presbyterian Church of Scotland. Deze gemeente heeft hij tot zijn dood in 2011 gediend. Cartwright stierf op 20 september 2011 na een kort ziekbed en is op 28 september begraven te Edinburgh.
Cartwright maakte zich sterk voor het gebruik van de King James Version, het exclusief zingen van psalmen (Exclusive Psalmody) in de kerkelijke erediensten en voor het behoud van de zondagsrust. Hij was tot haar dood in 2007 getrouwd met Mina Mary MacKintosh.